# Luci Asini Gal (cònsol any 62)
Luci Asini Gal (en llatí Lucius Asinius Gallus) va ser un magistrat romà que va ocupar algunes magistratures menors i finalment va ser cònsol l'any 62, quan aquesta magistratura no tenia cap poder. Durant el seu consolat va morir el poeta Persi (Persius).